# Zwiesel
Zwiesel là một đô thị ở huyện Regen bang Bayern thuộc nước Đức.